# 長野県立岡谷東高等学校
もしかして
- 長野県岡谷東高等学校

ではありませんか？